# Autoestrada A9
La A9 o Circular Regional Exterior de Lisboa (CREL) es una autopista portuguesa, que conecta Caxias con Alverca, realizando una circular fuera de la capital, con una longitud total de 34,4 km.
Comienza junto al Estadio Nacional Jamor, en Vale do Jamor, más concretamente, la Carretera Nacional 6-3 y, con una orientación circular predominantemente suroeste-noreste, se articula a lo largo de su recorrido con algunos de los principales accesos a Lisboa, tanto a nivel regional (IC19, A16, IC22) como interregional (A8, A10). Pasa junto a Queluz (donde se hizo un honor para preservar el Monumento Natural de Carenque, con sus depósitos de huellas de dinosaurios), Odivelas y Loures y termina, después de 35 km, en Alverca, en la confluencia con la principal autopista de Portugal, la A1.
Aunque no pasa, en su totalidad, a más de 20 km del centro de Lisboa, se desarrolla casi en su totalidad en entornos semiurbanos y rurales, junto a ciudades y pueblos de las afueras de la capital. También se desarrolla en terrenos muy montañosos, requiriendo más de quince viaductos y dos túneles. Atraviesa, en diferentes zonas, los municipios de Oeiras, Sintra, Amadora, Odivelas, Loures y Vila Franca de Xira.
Está concesionada a Brisa y, luego de haber tenido peajes en toda la ruta en los primeros meses de operación, estos fueron suprimidos en diciembre de 1995. El 1 de enero de 2003 se reintrodujeron los peajes, una decisión que ya fue controvertida en su momento. Actualmente, un trayecto entre los dos extremos de la A9 cuesta 3,40 euros para un vehículo de Clase 1.
El A9 es una parte integral del .

## Túneles
Dado el terreno sobre el que se desarrolla esta autopista, fue necesario construir dos túneles, uno a unos 7 km del otro. El túnel de Carenque, situado en el kilómetro 9 y de unos 200 metros de longitud, está destinado a cruzar la Serra da Carregueira, cerca de Belas, Sintra. El otro túnel, el Túnel de Montere, ubicado en el kilómetro 17, con unos 650 metros, cruza la Serra da Amoreira, en la parroquia de Caneças, Odivelas

## Tramos
| Tramo            | Situación             | km   |
| ---------------- | --------------------- | ---- |
| EN6-3 - Queluz   | En servicio (1994)    | 4,2  |
| Queluz - Alverca | En servicio (09/1995) | 31,5 |